# ليون غيرين
ليون غيرين هو عالم اجتماع كندي، ولد في 17 مايو 1863 في مدينة كيبك في كندا، وتوفي في 15 يناير 1951 في مونتريال في كندا.